# Barcelona Moon Team
Barcelona Moon Team (BMT) é uma equipe espanhola liderada pela Galactic Suite Design, que estava participando do Google Lunar X Prize.

## História
A Galactic Suite Design (GSD) é a empresa líder de um consórcio de empresas pôs em prática o Barcelona Moon Team na competição Google Lunar X Prize (GLXP). A GSD faz isso através de uma empresa filial, A Galactic Suite Moon Race. O BMT é o candidato oficial à GLXP. A equipe é uma joint venture multidisciplinar reunindo capacidades empresariais, industriais e acadêmicas espanhóis. A equipe também inclui o Centro de Tecnologia Aeroespacial, em Barcelona (CTAE), a Universidade Politécnica da Catalunha (UPC) ou a empresa de consultoria de engenharia internacional Altran. O BMT quer promover um envolvimento crescente da iniciativa privada no desenvolvimento da tecnologia espacial e da indústria, incluindo também setores como a exploração e turismo.

## Lançamento
A missão Barcelona Moon Team através da GXLP estava programado para ser lançado por meio de um veículo chinês Longa Marcha 2C, sob contrato com a Corporação Industrial Grande Muralha da China (CGWIC), em junho de 2015. Mas, posteriormente, a equipe se retirou da competição.